# Phylica tysonii
Phylica tysonii är en brakvedsväxtart som beskrevs av Neville Stuart Pillans. Phylica tysonii ingår i släktet Phylica och familjen brakvedsväxter. Utöver nominatformen finns också underarten P. t. brevifolia.